# Nicaragua az 1968. évi nyári olimpiai játékokon
Nicaragua a mexikói Mexikóvárosban megrendezett 1968. évi nyári olimpiai játékok egyik részt vevő nemzete volt. Az országot az olimpián 3 sportágban 11 sportoló képviselte, akik érmet nem szereztek. Nicaragua első alkalommal vett részt az olimpiai játékokon.

## Atlétika
Férfi
| Versenyző          | Versenyszám     | Előfutam | Előfutam | Előfutam | Negyeddöntő | Negyeddöntő | Negyeddöntő | Elődöntő | Elődöntő | Elődöntő | Döntő         | Döntő         |
| Versenyző          | Versenyszám     | Idő      | Hely.    | Össz.    | Idő         | Hely.       | Össz.       | Idő      | Hely.    | Össz.    | Idő           | Helyezés      |
| ------------------ | --------------- | -------- | -------- | -------- | ----------- | ----------- | ----------- | -------- | -------- | -------- | ------------- | ------------- |
| Juan Argüello      | 100 m           | 11,18    | 8.       | 63.      | kiesett     | kiesett     | kiesett     | kiesett  | kiesett  | kiesett  | kiesett       | kiesett       |
| Juan Argüello      | 200 m           | 22,80    | 7.       | 47.      | kiesett     | kiesett     | kiesett     | kiesett  | kiesett  | kiesett  | kiesett       | kiesett       |
| Francisco Menocal  | 400 m           | 49,14    | 7.       | 52.      | kiesett     | kiesett     | kiesett     | kiesett  | kiesett  | kiesett  | kiesett       | kiesett       |
| Francisco Menocal  | 800 m           | 1:58,96  | 8.       | 40.      |             |             |             | kiesett  | kiesett  | kiesett  | kiesett       | kiesett       |
| José Esteban Valle | 20 km gyaloglás |          |          |          |             |             |             |          |          |          | nem ért célba | nem ért célba |
| Carlos Vanegas     | 20 km gyaloglás |          |          |          |             |             |             |          |          |          | nem ért célba | nem ért célba |

| Versenyző       | Versenyszám   | Selejtező | Selejtező | Döntő    | Döntő    |
| Versenyző       | Versenyszám   | Eredmény  | Helyezés  | Eredmény | Helyezés |
| --------------- | ------------- | --------- | --------- | -------- | -------- |
| Donald Vélez    | Távolugrás    | 663 cm    | 32.       | kiesett  | kiesett  |
| Donald Vélez    | Gerelyhajítás | 61,32 m   | 26.       | kiesett  | kiesett  |
| Rolando Mendoza | Súlylökés     | 13,33 m   | 18.       | kiesett. | kiesett. |
| Rolando Mendoza | Diszkoszvetés | 39,62 m   | 26.       | kiesett  | kiesett  |
| Gustavo Morales | Kalapácsvetés | 45,76 m   | 21.       | kiesett  | kiesett  |

| Versenyző    | Versenyszám | 100 m | 100 m | Távolugrás | Távolugrás | Súlylökés | Súlylökés | Magasugrás | Magasugrás | 400 m | 400 m | 110 m gát | 110 m gát | Diszkoszvetés | Diszkoszvetés | Rúdugrás | Rúdugrás | Gerelyhajítás | Gerelyhajítás | 1500 m  | 1500 m | Végeredmény | Végeredmény |
| Versenyző    | Versenyszám | Idő   | Pont  | Eredmény   | Pont       | Eredmény  | Pont      | Eredmény   | Pont       | Idő   | Pont  | Idő       | Pont      | Eredmény      | Pont          | Eredmény | Pont     | Eredmény      | Pont          | Idő     | Pont   | Pont        | Helyezés    |
| ------------ | ----------- | ----- | ----- | ---------- | ---------- | --------- | --------- | ---------- | ---------- | ----- | ----- | --------- | --------- | ------------- | ------------- | -------- | -------- | ------------- | ------------- | ------- | ------ | ----------- | ----------- |
| Donald Vélez | Tízpróba    | 11,54 | 744   | 663 cm     | 727        | 10,60 m   | 522       | 165 cm     | 504        | 53,16 | 675   | 16,24     | 706       | 36,43 m       | 592           | 340 cm   | 457      | 48,94 m       | 573           | 5:46,16 | 190    | 5823        | 20.         |

## Ökölvívás
| Versenyző        | Versenyszám | Selejtező                    | 32-es főtábla              | Nyolcaddöntő      | Negyeddöntő       | Elődöntő          | Döntő             | Helyezés |
| Versenyző        | Versenyszám | Ellenfél Eredmény            | Ellenfél Eredmény          | Ellenfél Eredmény | Ellenfél Eredmény | Ellenfél Eredmény | Ellenfél Eredmény | Helyezés |
| ---------------- | ----------- | ---------------------------- | -------------------------- | ----------------- | ----------------- | ----------------- | ----------------- | -------- |
| Hermes Silva     | Harmatsúly  | Kenneth Campbell (JAM) · 0-5 | kiesett                    | kiesett           | kiesett           | kiesett           | kiesett           | 33.      |
| Mario Santamaria | Pehelysúly  |                              | Aurel Simion (ROU) · 0-5   | kiesett           | kiesett           | kiesett           | kiesett           | 17.      |
| Alfonso Molina   | Könnyűsúly  | erőnyerő                     | Mongi Lahdhili (TUN) · 0-5 | kiesett           | kiesett           | kiesett           | kiesett           | 17.      |

## Súlyemelés
| Versenyző    | Versenyszám | Nyomás   | Nyomás   | Szakítás | Szakítás | Lökés    | Lökés    | Összesen | Helyezés |
| Versenyző    | Versenyszám | Eredmény | Helyezés | Eredmény | Helyezés | Eredmény | Helyezés | Összesen | Helyezés |
| ------------ | ----------- | -------- | -------- | -------- | -------- | -------- | -------- | -------- | -------- |
| Carlos Pérez | 60 kg       | 90,0     | 20.      | 90,0     | 19.      | 122,5    | 19.      | 302,5    | 19.      |